# Леди без паспорта
«Леди без паспорта» (англ. A Lady Without Passport) — фильм нуар режиссёра Джозефа Х. Льюиса, вышедший на экраны в 1950 году.
Джозеф Х. Льюис считается одним из лучших режиссёров категории В, его самыми признанными работами стали фильмы нуар «Без ума от оружия» (1950) и «Большой ансамбль» (1955). Главные роли в фильме сыграли Хеди Ламарр и Джон Ходяк. «Самая красивая женщина в кино», Хеди Ламарр прославилась съемкой в обнажённом виде в мелодраме «Экстаз» (1933), главными ролями в исторической драме «Самсон и Далила» (1949), готическом триллере «Рискованный эксперимент» (1944) и в нуаре «Странная женщина» (1946). Американский актёр украинского происхождения Джон Ходяк известен ролями в военной драме «Спасательная шлюпка» (1944), фильме нуар «Где-то в ночи» (1946) и военной экшн-драме «Поле битвы» (1949).
Фильм содержит интересные натурные съемки в Гаване до Кубинской революции, а также в тропических болотах Национального парка Эверглейдс во Флориде.

## Сюжет
Действие происходит вскоре после окончания Второй мировой войны. На одной из улиц Нью-Йорка под колёсами автомобиля гибнет неизвестный мужчина. Расследование выявляет, что погибшим был некто Сантес, который некоторое время назад незаконно прибыл через Майами с Кубы. В кармане погибшего была обнаружена половина 1000-долларовой купюры, которую можно обменять в банке только в случае наличия второй половины.
Главный инспектор Иммиграционного департамента США Фрэнк Уэстлейк (Джеймс Крейг) выясняет, что Сантес прибыл в США через расположенную на Кубе сеть по нелегальной переправке эмигрантов во главе с человеком по имени Палинов (Джордж Макреди). В Гавану направлен детектив американской службы эмиграции Пит Кэрчэг (Джон Ходяк) с заданием выследить и захватить Палинова. Кубинские власти знают о его деятельности, но не могут задержать ни его, ни направляемых им эмигрантов, так как организация выезда из их страны не является противозаконной.
В отделе виз американского посольства в Гаване Пит устраивает сцену, выдавая себя за венгерского беженца, которому отказано в визе на въезд в США. Его замечает один из подручных Палинова и предлагает ему воспользоваться его платными услугами по въезду в страну. Он приводит Пита к Палинову, который соглашается помочь, однако предварительно устраивает ему проверку, познакомив с беженкой из Вены, Марианной Лоресс (Хеди Ламарр). Марианна пообещала Палинову расплатиться на месте и теперь ожидает переправки в США. Палинов устраивает слежку за Питом, но тому удаётся оторваться от неё и сообщить начальству о том, что он вышел на Палинова.

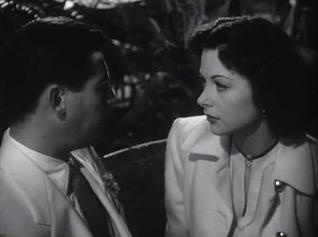
Джон Ходяк и Хеди Ламарр в фильме

Вечером, проходя мимо одного из ресторанов, Пит видит, как из него полиция выводит Марианну, которая торгует сигаретами, не имея разрешения на работу. Пит спасает её от задержания, выдавая себя за её мужа, а затем привозит её в свою гостиницу и снимает для неё соседний со своим номер. Она рассказывает, что во время войны находилась в концентрационном лагере и показывает ему выжженное нацистами клеймо на руке. Войдя в свой номер, Пит натыкается на одного из подручных Палинова. Возникает драка, во время которой Пит получает сзади удар по голове и теряет сознание. Бандиты находят у Пита удостоверение детектива иммиграционной службы и докладывают об этом Палинову.
Следующий вечер Пит проводит время в обществе Марианны. Он узнаёт, что Палинов намерен переправить Марианну в США на следующий день. Пит чувствует, что влюблён в Марианну, и печатает на машинке заявление своему шефу Уэстлейку об отставке, мотивируя это желанием остаться в Гаване по личным причинам. В этот момент в его комнату врывается Палинов с подручными. Он рассказывает Марианне о том, кто такой Пит на самом деле. Марианна чувствует себя обманутой Питом, она решает порвать с ним и убегает. Палинов поручает уничтожить Пита и избавиться от его тела, а затем отправить напечатанное им письмо по адресу с тем, чтобы служба иммиграции не начала поиск своего пропавшего сотрудника. Оставшись наедине с одним из бандитов, Пит устраивает драку, в ходе которой ему удаётся застрелить его. Пришедшего на выручку второго бандита Пит берёт в плен и узнаёт от него, что переправку групп нелегальных эмигрантов в США осуществляет американский пилот по фамилии Джеймс. Пит сообщает об этом своему начальству в США, после чего стремительно вылетает на родину, чтобы принять участие в операции по перехвату самолёта с нелегальными эмигрантами.
Тем временем, Палинов, понимая, что кольцо вокруг него сужается, решает бежать в США на том же самолёте, что и Марианна, которую он планирует использовать и в качестве потенциальной любовницы, и при необходимости в качестве заложницы. Самолёт американских ВМС замечает самолёт Джеймса в воздушном пространстве США и начинает его сопровождение. Чтобы скрыться от преследования, Палинов и Джеймс решают посадить самолёт в заболоченных тропических лесах Флориды. Совершив аварийную посадку, в результате которой их самолёт полностью разваливается, Палинов и Джеймс в борьбе за надувную лодку убивают одного из беженцев и бросают остальных на произвол судьбы в тропическом лесу. Сами же, взяв с собой Марианну, продолжают путь на надувной лодке по небольшой реке.
Тем временем Уэстлейк и Пит на катере отправляются на спасение пассажиров упавшего самолёта. Добравшись до места его крушения, они разделяются — Уэстлейк с помощниками направляется в чащу на поиск основной группы беженцев, а Пит на катере продолжает преследование Палинова, Джеймса и Марианны. Их лодка получает пробоину, и они вынуждены сойти на берег. Джеймса кусает ядовитая змея, и он настаивает на том, чтобы оставшиеся двое продолжвли путь без него. Вскоре их нагоняет Пит. Палинов берёт Марианну в заложники и под её прикрытием намеревается отнять у Пита катер. Пит соглашается обменять катер на Марианну, но предварительно незаметно сливает из него топливо, что не позволит Палинову уплыть далеко. Уэйтслек находит пропавших беженцев, а Пит обнимает Марианну, гарантируя ей защиту в будущем.

## В ролях
- Хеди Ламарр — Марианна Лоресс
- Джон Ходяк — Питер Кэрзэг / Йозеф Гомбуш
- Джеймс Крейг — Фрэнк Уэстлейк
- Джордж Макреди — Палинов
- Стивен Герей — Француз
- Роберт Остерлох — лейтенант Лэннахан

## Реакция критики
Журнал «Варайети» написал о фильме: «Сюжетная линия начинается слишком сложно для быстрого понимания, но затем обретает форму, развивается и удерживает зрительское внимание. Режиссура Джозефа Х. Льюиса раскручивает сюжет мастерски, аккуратно распределяя моменты саспенса… Съёмка, выполненная на Кубе, придаёт фильму аутентичность. Кубинские уличные сцены и латинские мелодии, реальная румба, которую исполняет танцовщица кафе Нита Бибер, наполняют ход повествования приятными деталями».
Журнал «Тайм-аут» написал о фильме: «Стильно поставленная гением низкобюджетного кино, сделавшим „Без ума от оружия“ и „Большой ансамбль“, эта история типа „Касабланки“ рассказывает о европейских эмигрантах, которые пытаются попасть в Америку и вынуждены по пути сделать остановку в коррумпированной, потрёпанной Гаване. Ламарр играет эффектную женщину с прошлым, которая готова на всё, чтобы достичь земли обетованной, а Ходяк играет иммиграционного чиновника, который рвёт с правилами, когда влюбляется в неё. Плотный небольшой сценарий и экономно прописанные персонажи обеспечивают крепкую базу, но лишь благодаря потрясающему визуальному ряду картина превращается в шедевр киностудий „бедного ряда“».
Деннис Шварц написал: «Джозеф Х. Льюис („Без ума от оружия“, „Большой ансамбль“) делает всё возможное, чтобы заставить работать этот плотный, но не вдохновляющий и клишированный фильм. И хотя он вносит в него живость и стиль своей плотной визуальной режиссёрской работой, этому низкобюджетному подражанию „Касабланке“ все равно не хватает мощи. Хотя этот фильм не так высоко ценим по сравнению с некоторыми более дешёвыми работами режиссёра, его всё равно интересно посмотреть ради странных визуальных эффектов и нереальных атмосферических кадров, снятых на натуре»
.
Крейг Батлер на сайте Allmovie написал о фильме следующее: «Проблемы „Леди без паспорта“ начинаются, когда понимаешь, что всегда эффектную Хеди Ламарр попросили сыграть бедную беженку из концентрационного лагеря. Ламарр не подходит для роли ни по внешности, ни по гриму, что наносит удар по достоверности фильма. Ламарр, хотя и является редкой красавицей, не обладает особым драматическим потенциалом, и требования к актёрской игре в „Паспорте“ не соответствуют её способностям. Ещё более осложняет проблему её партнёр Джон Ходяк. Ходяк выглядит хорошо, но он скучный актёр, а скука здесь разрушительна. Джордж Макреди хорош как злодей, но он не может в одиночку поддерживать актёрскую игру до самого конца. Сценарий не плох, но при этом в нём нет ничего особенного. Что поднимает „Паспорт“ на несколько уровней, так это режиссура Джозефа Х. Льюиса. Она, конечно, не того же уровня, как в „Без ума от оружия“, но в ней есть вкус и фантазия, и ему удаётся заставить материал работать намного лучше, чем этого можно ожидать. Съёмки на болотах Эверглейдс в финале заслуживают особого внимания».